# Marco Malvaldi
Marco Malvaldi (Pisa, 27 de enero de 1974) es un escritor italiano.

## Biografía
Nació en Pisa, donde también vive.
Estudió en la Universidad de Pisa (no en el Colegio Normal Superior, como a menudo se ha escrito). Trabajó como investigador en el Departamento de Química y Química Industrial de la Universidad de Pisa. 
Su primera novela policial, La brisca de cinco, se ha publicado por la editorial Sellerio en 2007. En 2008 ha salido El juego de las tres cartas, seguido por El rey de los juegos, de 2010. Las tres novelas están publicadas en español por la editorial Áncora y Delfín. 
En la Trilogía del BarLume aparecen los mismos personajes principales: el barman Máximo, los ancianos parroquianos del bar que a menudo se expresan en su vernáculo toscano (Ampelio, Aldo, Rimediotti y Del Tacca), el comisario Fusco y Tiziana.
Malvaldi tiene además publicado un policial titulado Olor de cerrado, protagonizado por el famoso cocinero italiano Peregrino Artusi y ambientado a finales del siglo XIX.
En octubre de 2011 ha publicado Scacco a la torre, presentado en el Pisa Book Festival. El libro es una guía para pasear por la ciudad de Pisa.
En 2012 Sellerio ha publicado un nuevo policial de Malvaldi, titulado Millones de millones, ambientado en el imaginario pueblo toscano de Montesodi Marítimo.
En septiembre de 2013 Sellerio publica la novela Plata viva, que trata de un doble robo.

## Obras

### Serie BarLume
- La briscola in cinque (2007)
- Il gioco delle tre carte (2008)
- Il re dei giochi (2010)
- La carta più alta (2012)
- Il telefono senza fili (2014)
- La battaglia navale (2016)
- A bocce ferme (2018)
- Bolle di sapone (2021)
- La morra cinese (2023)
- Piomba libera tutti (2025)

### Colecciones
- Sei casi al BarLume (2016)

### Otras Novelas
- Odore di chiuso (2011)
- Milioni di milioni (2012)
- Argento vivo (2013)
- Buchi nella sabbia (2015)
- Negli occhi di chi guarda (2017)
- La misura dell'uomo (2018)
- Vento in scatola (2019), con Glay Ghammouri
- Il borghese Pellegrino (2020)
- Chi si ferma è perduto (2022), con Samantha Bruzzone
- Oscura e Celeste (2023)
- La regina dei sentieri (2024), con Samantha Bruzzone

### Traducciones
- La brisca de cinco (2012)
- El juego de las tres cartas (2013)
- El Rey De Los Juegos (2013)
- El caso del mayordomo asesinado (2013)
- El Cuaderno secreto de Leonardo (2022)
- El enigma Galilei (2024)